# Kriegelstein von Sternfeld
Kriegelstein von Sternfeld ist der Name von zwei, untereinander nicht verwandten, böhmischen Adelsgeschlechtern.

## Ritter Kriegelstein von Sternfeld

### Geschichte
Wenzel Johann Kriegelstein war bäuerlicher Herkunft und studierte an der Universität Prag und der Alten Universität Löwen. In Prag promovierte er zum Doktor der Rechte und wirkte danach als Professor der Juristischen Fakultät. Am 22. April 1682 wurde er aus der Leibeigenschaft befreit. Zeitweise war er Adjunkt des königlichen Fiskalamtes und von 1720 bis 1727 Vizelandschreiber sowie von 1727 bis 1733 Vizelandrichter. Am 16. April erlangte er und sein Vetter Gregor Georg Kriegelstein, Kanoniker am Augustiner-Chorherrenstift Wittingau, in Wien vom Römisch-deutschen Kaiser Leopold I. in seiner Eigenschaft als Landesherr von Böhmen den erblichen böhmischen Adelsstand, das Prädikat „von Sternfeld“, die Rotwachsfreiheit und ein Wappen sowie am 11. Januar 1703 den alten böhmischen Ritterstand und ein gebessertes Wappen.

### Genealogie
1. Wenzel Johann (* 1659 in Lyhn; † 22. Dezember 1731 in Prag, St. Thomas), Doktor der Rechte, Vizelandrichter; ⚭ Maria Sophia von Bornstett (* 1665; † 5. September 1720 in Prag, Teynkirche), Referendarstochter
  1. Wenzel Georg († 31. Dezember 1748), Apellationsrat; ⚭ 1726 Maria Antonia Peisser von Werthenau († 10. April 1762 in Prag, St. Thomas)
  2. Johann Joseph (* 1697; † 9. September 1745 in Prag, St. Thomas), Kanoniker am Augustiner-Chorherrenstift Wittingau
  3. Emanuel Joseph († 11. März 1733 in Liegnitz, Fürstentum Liegnitz), Hof- und Regierungssekretär
  4. Sophia Margaretha (* 26. Juni 1693 in Prag, Teynkirche; † 10. Januar 1732 in Prag, St. Thomas)
  5. Anna Franziska († 1733), ⚭ NN Ritter von Neubern
  6. Wilhelm Joseph (* 23. Februar 1701 in Prag, Teynkirche; † 24. Januar 1740 in Wittingau), Magister der Philosophie in Wittingau
  7. Daniel Lorenz  Anton, Forstmeister des Fürsten von Schwarzenberg in Frauenberg und Wittingau; ⚭ 1733 Rosina Stab

## Kriegelstein Edle von Sternfeld

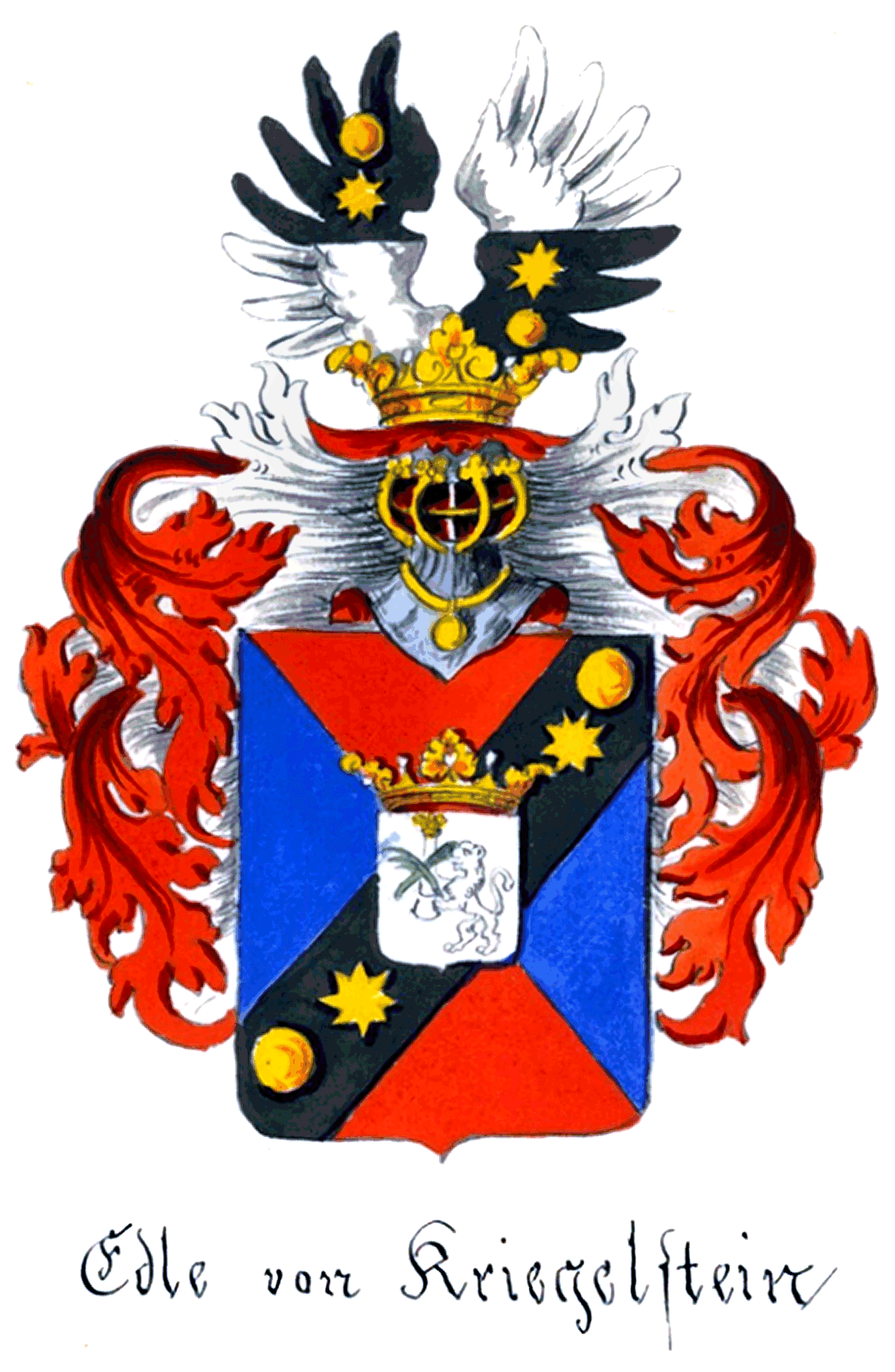
Wappen der Edlen von Kriegelstein

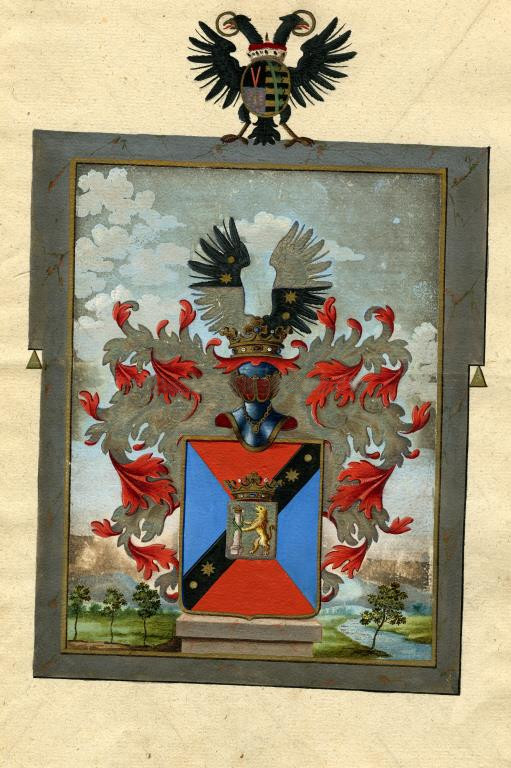
Wappen der Kriegelstein Edle von Sternfeld (1793)

### Geschichte
Das bürgerliche Geschlecht Kriegelstein ist seit der zweiten Hälfte des 16. Jahrhunderts in der Freien Reichsstadt Eger im Nordgau nachweisbar. Die Stammreihe beginnt mit Georg Kriegelstein. Der Losungsdiener Jeremias Kriegelstein schrieb eine Chronik von Eger, die er 1714 beendete. Der Bürger und Ratsherr Christoph Johann Kriegelstein, Herr auf Gut Dölitz, gehörte 50 Jahre dem Egerer Stadtrat an. Laut Dekret vom 3. Mai 1788 wurde er zum Inspektor des Egerer Sauerbrunnens (dem späteren Franzensbad) ernannt. In seiner Eigenschaft als Reichsvikar verlieh ihm am 1. Juni 1792 in Dresden Kurfürst Friedrich August von Sachsen den Reichsritterstand sowie der Römisch-deutsche Kaiser Franz I. 1793 erneut den Reichsritterstand und das Prädikat „von Sternfeld“.

### Wappen
Blasonierung des Wappens von 1793: Schild schräg geviert an der schräglinken Trennungslinie mit einem schwarzen Balken und einem silbernen gekrönten Herzschild, darin ein goldener Löwe eine silberne gekrönte Säule, davor zwei gekreuzte Palmwedel, haltend, belegt, der Balken rechts und links vom Herzschild außen mit einer goldenen Kugel und innen mit einem goldenen Stern belegt. Felder rechts und links blau, oben und unten rot. Auf dem gekrönten Helm mit rot-silbernen Helmdecken ein offener von Schwarz und Silber übereck geteilten Flug, die schwarzen Felder mit je einer goldenen Kugel und zur Teilungslinie einem goldenen Stern, pfahlweise gestellt, belegt.

### Genealogie
1. Georg; ⚭ NN
  1. Thomas (* 29. August 1591 in Eger); ⚭ NN
    1. Jeremias (* 22. Mai 1639 in Eger), Losungsdiener, Stadtchronist; ⚭ NN
      1. Michael (* 29. Oktober 1671 in Eger), Losungsdiener; ⚭ 9. November 1698 in Eger Sabina Bran
        1. Johann Caspar (* 24. Februar 1700 in Eger; † 1. September 1755 ebenda), Tuchmachermeister, Gerichtsherr; ⚭ Anna Margaretha NN
          1. Georg Christoph (* 1. November 1719)
          2. Maria Rosina (* 16. April 1721)
          3. Christoph Johann (* 31. Mai 1723 in Eger; † 19. Dezember 1804 ebenda), ⚭ 15. November 1746 in Eger Anna Margaretha Nonner († 22. Februar 1795 in Eger)
            1. Maria Katharina (* 28. November 1749 in Eger; † 30. Juni 1812 in Prag), ledig
            2. Johann Andreas (* 11. Oktober 1751 in Eger; † 19. Oktober 1837), Steuerkassierer in Eger; ⚭ 1.) 27. November 1781 in Eger Franziska Werner († 5. April 1796); ⚭ 2.) 21. November 1796 in Eger Maria Anna Knapp (* 1796; † 6. Mai 1829 in Eger), Oberamtmannstochter aus Klagenfurt
              1. Anna Margarethe; ⚭ NN Adler, Oberamtmann in Königswart
              2. Franz Xaver (* 27. August 1797 in Eger; † 24. Mai 1862 in Opocno), k. k. Oberst; ⚭ 1. Juli 1846 in Opocno Maria Hawelka
              3. Johann Ignaz (* 28. Juni 1799 in Eger; † 30. März 1864), k. k. Steuereinnehmer; ⚭ 7. August 1825 in Eger Theresia Böhm († 2. September 1856 in Eger)
              4. Lorenz Alois (* 28. Mai 1803 in Eger; † 16. April 1883 in Prag, St. Stephan), k. k. Finanzkommissar; ⚭ 7. Juni 1836 in Eger Klara Anna Schmidt

            3. Joseph (* 20. Mai 1753 in Eger; † 1. November 1786 in Prag, Teynkirche); ⚭ 6. Oktober 1782 in Prag  Barbara du Tay (* 1758; † 21. September 1786 in Prag, Teynkirche)
              1. Ferdinand (* 3. November 1783 in Prag, St. Gallus; † 24. März 1845 in Marienbad); ⚭ 22. Mai 1814 in Eger? Elisabeth Putzl von Burgthal (* 29. Dezember 1793 in Eger; † 16. September 1856 ebenda)
              2. Joseph Karl Ferdinand (* 1. März 1786 in Prag, Teynkirche; † 6. September 1786 ebenda)

            4. Vinzenz Michael (* 8. Januar 1755 in Eger; † 1798 in Temesvar), Ingenieur; ⚭ NN
              1. Hermann (* 7. November 1798), k. k. Oberst in Wien

            5. Ignaz (* 31. Oktober 1756 in Eger; † 26. Februar 1795 ebenda)
            6. Maria Rosina (* 30. Juni 1758 in Eger)
            7. Johann Nepomuk Joseph (* 11. Juli 1759 in Eger)
            8. Maria Margaretha Rosalia (* 26. Februar 1761 in Eger)
            9. Johann Alois (* 25. August 1762 in Eger)

### Persönlichkeiten
- Carl Kriegelstein von Sternfeld (1860–1920), deutsch-böhmischer Jurist und Politiker